# Johan Cruyff
Pour les articles homonymes, voir Cruyff.
Johannes Cruijff, dit Johan Cruyff ou Johan Cruijff (), né le 25 avril 1947 à Amsterdam (Pays-Bas) et mort le 24 mars 2016 à Barcelone (Espagne), est un footballeur international néerlandais ayant évolué au poste d'attaquant, avant de devenir entraîneur.
Premier joueur de football à remporter trois fois le Ballon d'or, il est considéré comme l'un des meilleurs joueurs de l'Histoire, comme l'illustre sa sélection au sein de l'équipe mondiale du XXe siècle de la Fédération internationale de football association (FIFA). En tant qu'attaquant ou milieu offensif, ce joueur d'exception a marqué les années 1970 par son talent et son charisme notamment au sein de deux équipes prestigieuses : l'Ajax Amsterdam et le FC Barcelone. Il fait partie du Club van 100. Durant sa carrière, Johan Cruyff remporte 3 Coupes des clubs champions européens d'affilée en 1971, 1972 et 1973 avec l'Ajax Amsterdam et est finaliste de la Coupe du monde 1974 qui a lieu en Allemagne de l'Ouest.
Il est surnommé le « Hollandais volant », « Till l'espiègle » ou le « Prince d'Amsterdam » lorsqu'il jouait à l'Ajax Amsterdam, ou encore « El Salvador » (« le sauveur » en catalan et castillan) ou « El Flaco » (« le maigre ») quand il jouait au FC Barcelone. En club comme avec l'équipe des Pays-Bas, il portait généralement le numéro 14.
Devenu entraîneur, il s'est principalement illustré en 1992, en remportant la Coupe des clubs champions européens avec l'une des plus marquantes équipes du FC Barcelone surnommée la Dream Team. Il a toujours conservé le souci du beau jeu collectif, en particulier avec le FC Barcelone, dont il est nommé, le 26 mars 2010, président d'honneur, titre qui le lie à vie au club catalan. Il meurt à l'âge de 68 ans à la suite d'un cancer du poumon.

## Biographie

### Enfance
Né à Amsterdam, aux Pays-Bas, le 25 avril 1947, Hendrik Johannes Cruijff est le fils de commerçants habitant en face du stade de l'Ajax Amsterdam, le Stadion De Meer. Son père meurt d'une crise cardiaque alors que Johan n'a que douze ans, sa mère est alors contrainte de travailler comme femme de ménage au club, pour subvenir à leurs besoins. Elle y inscrit son fils lorsqu'il a dix ans, il se distingue rapidement au sein des sections de jeunes. En 1963, il signe son premier contrat professionnel avec l'Ajax Amsterdam. En parallèle du football, Johan Cruyff pratique avec son club le baseball, sport qu'il arrête à l'âge de quinze ans pour se consacrer au football.

### La période à l'Ajax Amsterdam

#### Les débuts

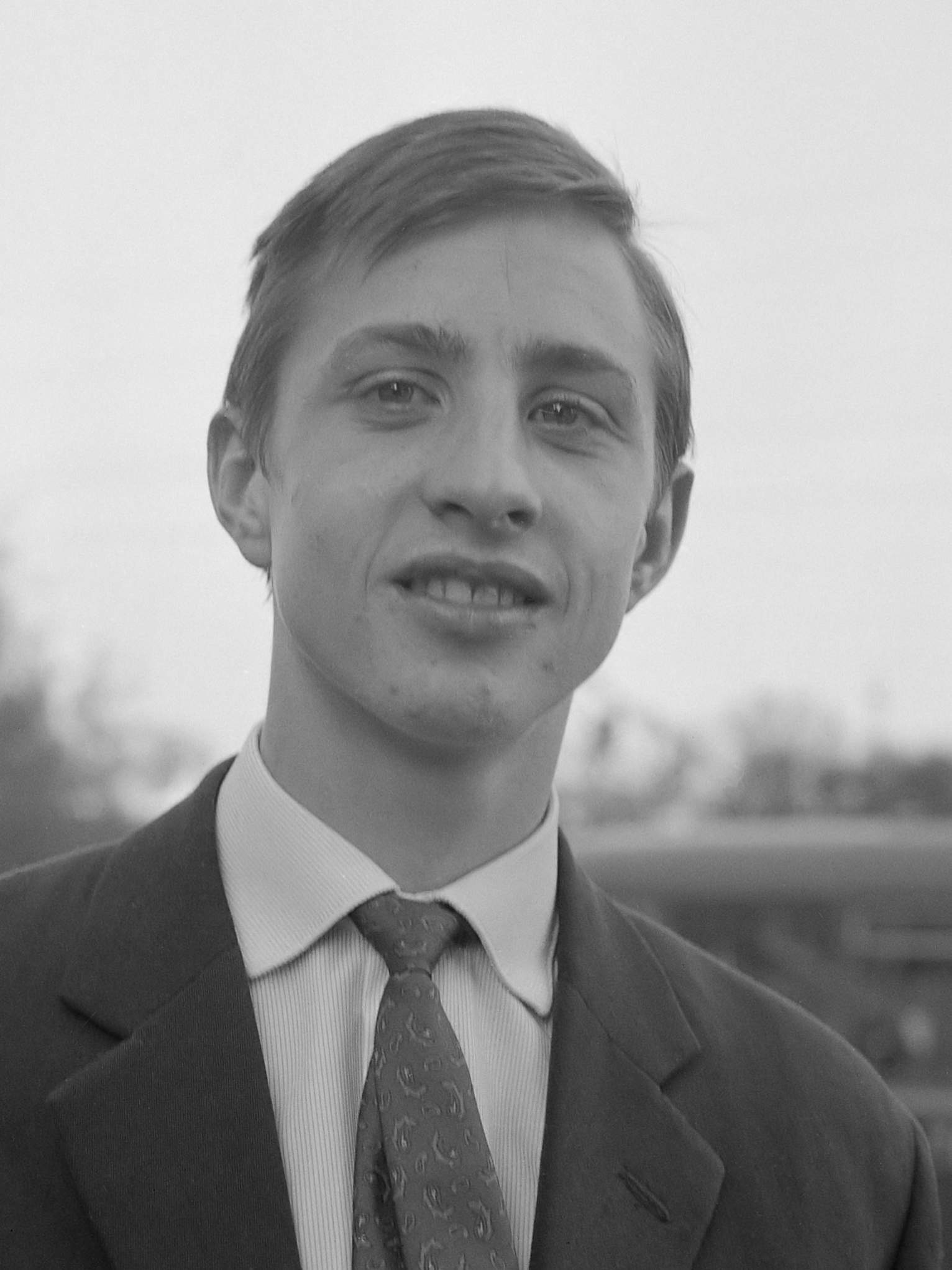
Johan Cruyff à l'âge de 18 ans (1965).

Le 15 novembre 1964 à l'âge de 17 ans, Johan Cruyff fait ses débuts professionnels contre l'équipe du FC Groningue, et marque un but, malgré la défaite (3-1). Mais c'est surtout lors de la saison suivante que Johan Cruyff se révèle véritablement. Il inscrit un doublé contre l'équipe de DWS Amsterdam, ce après quoi il sera considéré comme un titulaire indiscutable de l'équipe, puis son premier triplé contre Telstar, puis inscrit un quadruplé en Coupe des Pays-Bas contre le SC Veendam quatre jours plus tard. À la fin de la saison 1965-1966, Johan Cruyff totalise 25 buts en 23 matchs et remporte son premier championnat. Il récidive la saison suivante, en inscrivant 33 buts et en gagnant sa première Coupe des Pays-Bas. La saison suivante, il remporte une nouvelle fois le championnat.

#### Le «football total»

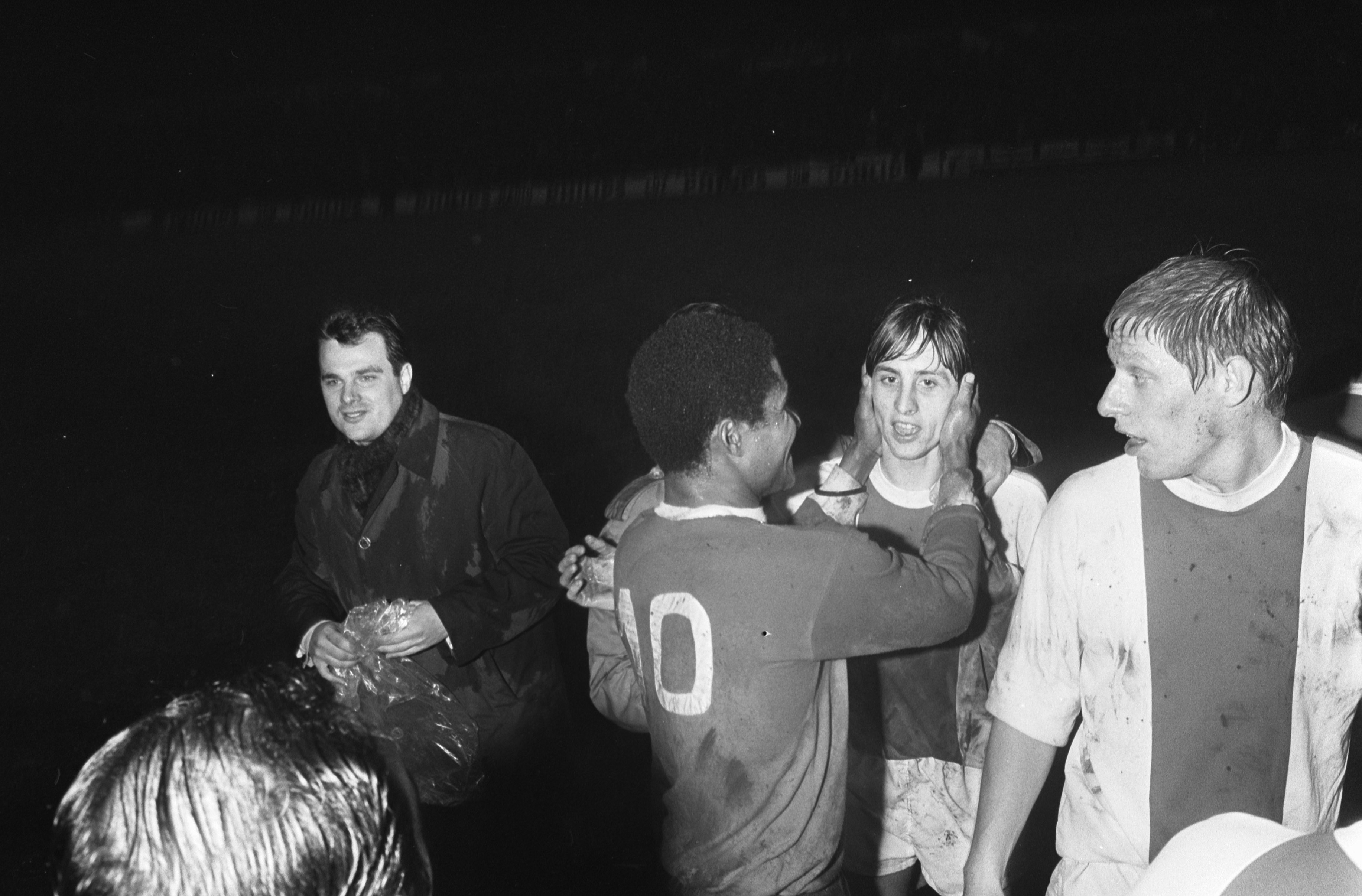
Johan Cruyff félicité par Eusébio après le match opposant le Benfica Lisbonne à l'Ajax Amsterdam (1969).

Lors de la saison 1968-1969, l'Ajax Amsterdam fait un parcours remarqué en Coupe des clubs champions européens en se hissant en finale contre l'AC Milan. Bien que battus 4 buts à 1, les Néerlandais, alors inconnus sur la scène européenne, marquent les esprits par leur jeu offensif et spectaculaire. Ce jeu est le résultat d'un style mis en place par leur entraîneur Rinus Michels et nommé « football total ». Dans ce style de jeu, l'accent est mis sur l'attaque, la circulation du ballon et la permutation des postes. Ainsi, les défenseurs, au gré du match, se retrouvent en situation d'attaque, et les attaquants en situation de défense. Dans ce système, la rapidité et l'endurance de Johan Cruyff sont très sollicitées. Il lui arrive de se replier jusqu'à sa zone de défense pour rechercher des ballons. Il devient très rapidement le « chef d'orchestre » de ce système. La rapidité était son point fort, il avait la capacité de courir aussi vite avec ou sans ballon, et ses statistiques égalaient celle des meilleurs sprinteurs de l'époque (3,8 secondes sur 30 mètres, départ arrêté).
Mais le football total de l'Ajax Amsterdam n'en est encore qu'à ses prémices, il doit s'incliner pour le titre de champion des Pays-Bas face au Feyenoord Rotterdam lors de la saison 1969-1970. Ce dernier gagne cette année-là la Coupe des clubs champions européens.

#### L'Ajax Amsterdam au sommet de l'Europe
En 1970, Johan Cruyff fait le choix de porter le numéro 14, après que le numéro 9, qui lui était normalement attribué, ait été pris par Gerrie Mühren alors en convalescence après une blessure. Il restera fidèle à ce numéro en sélection et en club. C'est à l'issue de la saison 1970-1971, que Johan Cruyff et l'Ajax Amsterdam vont définitivement imposer le football total à l'Europe. Les Néerlandais remportent la Coupe des clubs champions européens contre le Panathinaïkós 2 buts à 0, cette victoire marquant le triomphe du football total de Rinus Michels, et la consécration pour Johan Cruyff qui remporte là le premier titre majeur de son histoire.
Même si Rinus Michels quitte l'Ajax Amsterdam en 1972, cela n'empêche pas Johan Cruyff et ses équipiers de rééditer par deux fois leur performance en remportant, sous la houlette de Ștefan Kovács, la Coupe des clubs champions européens de 1971-1972 face à l'Inter Milan, où il inscrit les deux buts de la victoire de l'Ajax Amsterdam, et de 1972-1973 face à la Juventus de Turin.

### La période au FC Barcelone
Au début de la saison 1973-1974, Johan Cruyff est transféré au FC Barcelone pour la somme de 6 millions de florins (soit 2 millions de dollars). Ce transfert constitue un record. Beaucoup de raisons ont été invoquées pour expliquer le transfert du Néerlandais de l'Ajax Amsterdam au Barça, dont la colère de Johan Cruyff de ne pas être nommé capitaine de l'Ajax Amsterdam. Plus probablement, il s'agirait plutôt pour lui de rentabiliser son talent, le club catalan offrant notamment à Johan Cruyff un salaire très élevé. 

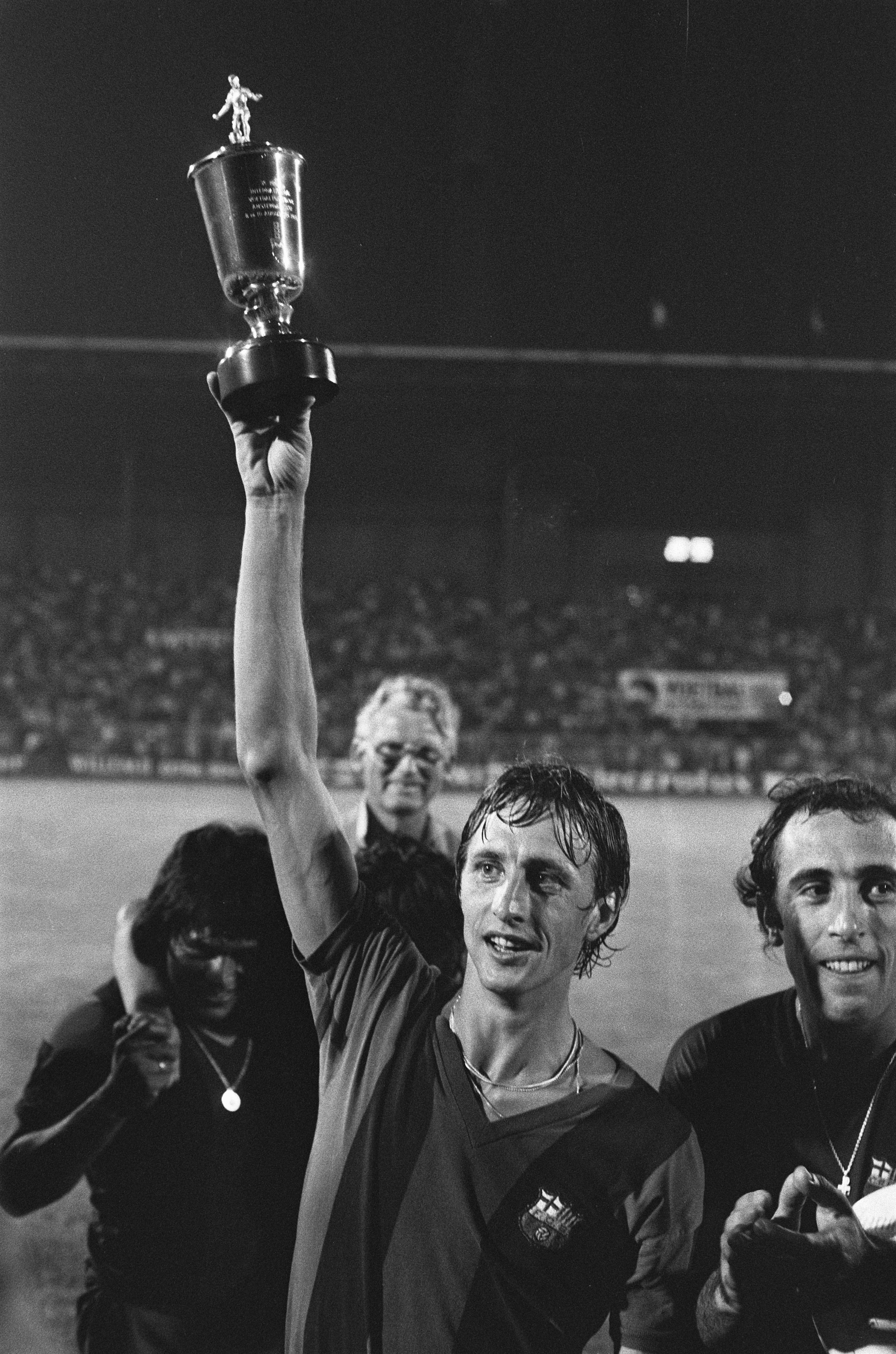
Johan Cruyff sous les couleurs du FC Barcelone (1975).

La venue de Johan Cruyff, alors considéré comme le « meilleur joueur d'Europe » (il remporte son deuxième Ballon d'or en 1973) à Barcelone, suscite un grand émoi chez les supporteurs catalans. Il est d'autant plus apprécié qu'il a déclaré avoir préféré signer pour le Barça plutôt que pour le club rival du Real Madrid, parce que celui-ci était soutenu par le chef de l'État espagnol Francisco Franco. Cette prise de position va donner une certaine aura à celui que les socios (« abonnés » en espagnol) appelleront El Salvador (« le sauveur »). En effet, Johan Cruyff est considéré comme l'homme venu redonner au club son lustre d'antan, le FC Barcelone n'ayant plus gagné la Liga depuis la saison 1959-1960. De plus, le club s'apprête à fêter son 75e anniversaire, c'est pourquoi la pression populaire est énorme. Ainsi, pour parvenir à redevenir la meilleure équipe d'Espagne, le club décide de tout autoriser à Johan Cruyff, y compris fumer ses cigarettes sans-filtre à la mi-temps des matchs.
L'équipe barcelonaise, dirigée par le même Rinus Michels, ne peut pas compter sur sa recrue dès le début de saison, à cause de problèmes politico-administratifs. Johan Cruyff débute donc sous ses nouvelles couleurs le 28 octobre 1973[réf. souhaitée]. L'équipe ne perd alors plus aucun match, et est sacrée championne d'Espagne. Point culminant de ce neuvième titre : le 17 février 1974, le FC Barcelone bat le Real Madrid sur le score de 5 buts à 0 à Madrid, au stade Santiago-Bernabéu.
En novembre 1973, Johan Cruyff est sélectionné par l'équipe de Catalogne, demande à laquelle il répond favorablement avec quelques joueurs du FC Barcelone en plus de sa présence dans l'équipe des Pays-Bas. Johan Cruyff reste cinq saisons, avant de quitter le club en 1978, sur une victoire en Coupe du Roi. D'un point de vue sportif, le bilan de son passage au Barça est maigre[réf. nécessaire] : deux titres (malgré également divers saisonnier comme le Tournoi de Palma de Mallorca en 1974 et 1976), mais la passion qui lie le peuple catalan à El Flaco (« le maigre ») va bien au-delà du football. Dans ces années de plomb, le club est une vitrine politique et le stade un lieu de revendication. L'humiliation faite au Real Madrid, le fait d'appeler son fils Jordi, un prénom catalan, ou encore de dédicacer une photo aux 113 membres de l'Assemblée de Catalogne emprisonnés dans les geôles franquistes font de Johan Cruyff bien plus qu'un simple footballeur[style à revoir].

### Avec sa sélection nationale

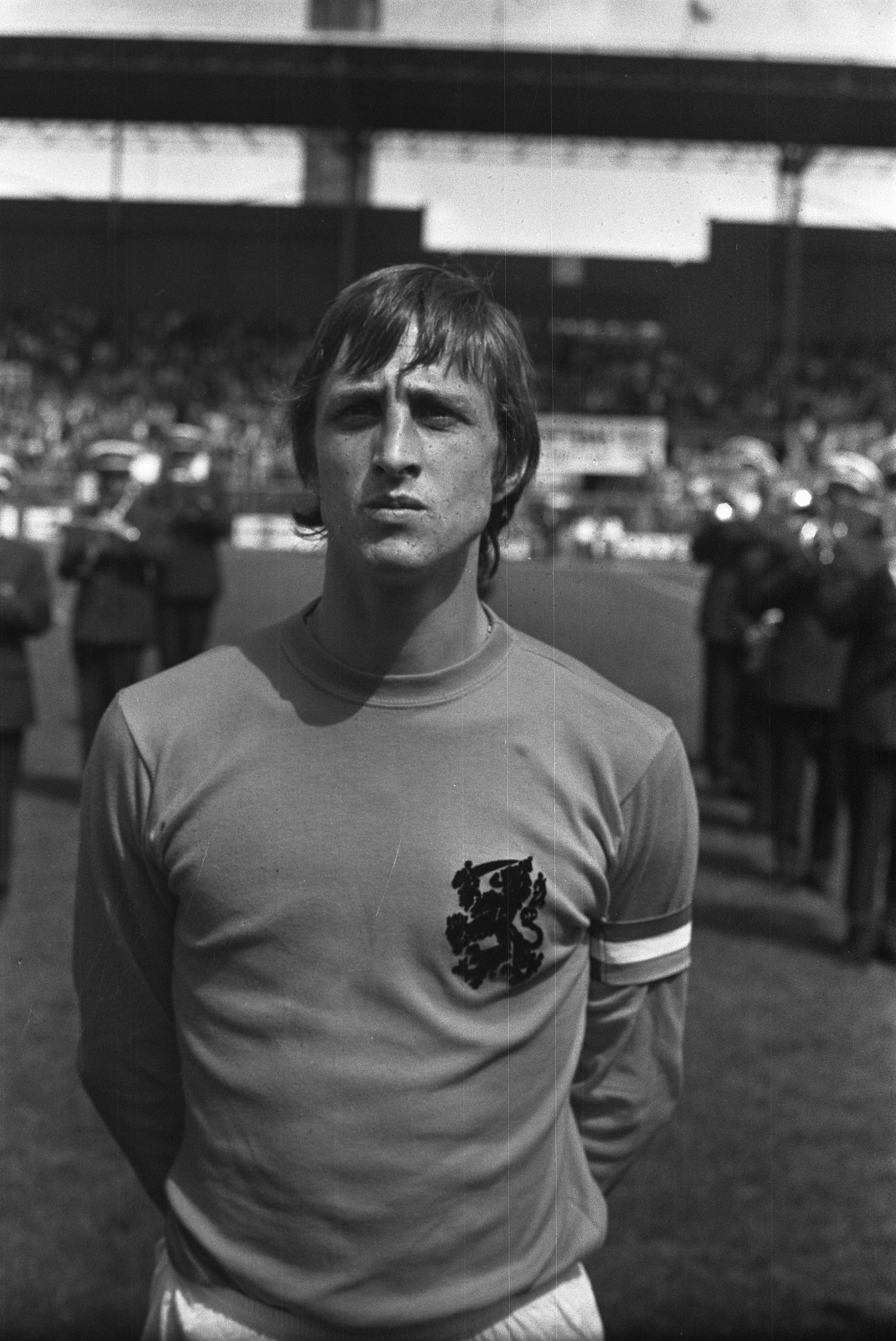
Johan Cruyff avant un match contre l'équipe d'Argentine (1974).

Johan Cruyff honore sa première sélection avec l'équipe des Pays-Bas le 7 septembre 1966 en inscrivant un but contre la Hongrie. Deux mois plus tard, il est le premier international néerlandais à recevoir un carton rouge et à être expulsé, lors d'un match contre la Tchécoslovaquie. Il sera suspendu un an par sa fédération. Cet épisode va le pousser à moins s'investir dans la sélection pendant quelques années.

#### Coupe du monde 1974
C'est surtout lors de la Coupe du monde 1974 disputée en Allemagne de l'Ouest que Johan Cruyff va véritablement s'attacher à offrir aux Pays-Bas leur premier titre international. Capitaine d'une redoutable équipe, où il retrouve ses anciens coéquipiers de l'Ajax Amsterdam (Johnny Rep, Ruud Krol, Johan Neeskens) et d'autres joueurs talentueux comme Rob Rensenbrink, Johan Cruyff fait un véritable festival[style à revoir]. Les Oranje, devenus pour la circonstance « Oranges mécaniques », écrasent leurs adversaires en appliquant le « football total » qui avait fait la gloire de l'Ajax Amsterdam. L'Argentine est laminée 4 buts à 0 (dont 2 buts de Johan Cruyff) et le Brésil est quant à lui battu 2 buts à 0 (avec 1 but de Johan Cruyff).
En finale, Johan Cruyff se retrouve face à l'équipe de l'Allemagne de l'Ouest emmenée par Franz Beckenbauer. Les Pays-Bas, en raison de leur parcours, partent largement favoris. Dès la première minute de jeu, Johan Cruyff part seul dans le camp adverse, arrive à passer et, face au gardien Sepp Maier, il est fauché par derrière par Uli Hoeness dans la surface de réparation. Le penalty accordé est transformé par Johan Neeskens. Menant 1 but à 0, l'équipe des Pays-Bas va déjouer et perdre le contrôle du match. Johan Cruyff, pourtant si flamboyant lors de la compétition, est dominé pendant tout le match par le défenseur Berti Vogts. Énervé, Johan Cruyff finira même par récolter un carton jaune. Les Allemands reviennent au score par l'intermédiaire de Paul Breitner sur penalty et prennent l'avantage décisif grâce à un but de Gerd Müller. Johan Cruyff voit le Kaiser Franz Beckenbauer soulever une Coupe du monde dont les Pays-Bas, battus sur le score de 2 buts à 1, pensaient qu'elle ne leur échapperait pas.
Cette finale perdue, dont l'échec ne peut être imputé au seul Johan Cruyff, reste un point noir dans son palmarès. Il déclarera cependant après, faisant allusion au style de jeu de son équipe, qu'il pense être meilleur de perdre avec ses idées qu'avec celles d'un autre. Lors de cette Coupe du monde, Johan Cruyff modifie son maillot qui ne comporte que deux bandes noires au lieu des trois du sponsor Adidas car le contrat entre la sélection et cet équipementier ne rétribue pas les joueurs.

Johan Cruyff avec les Oranje pendant la Coupe du monde 1974 disputée en Allemagne de l'Ouest.
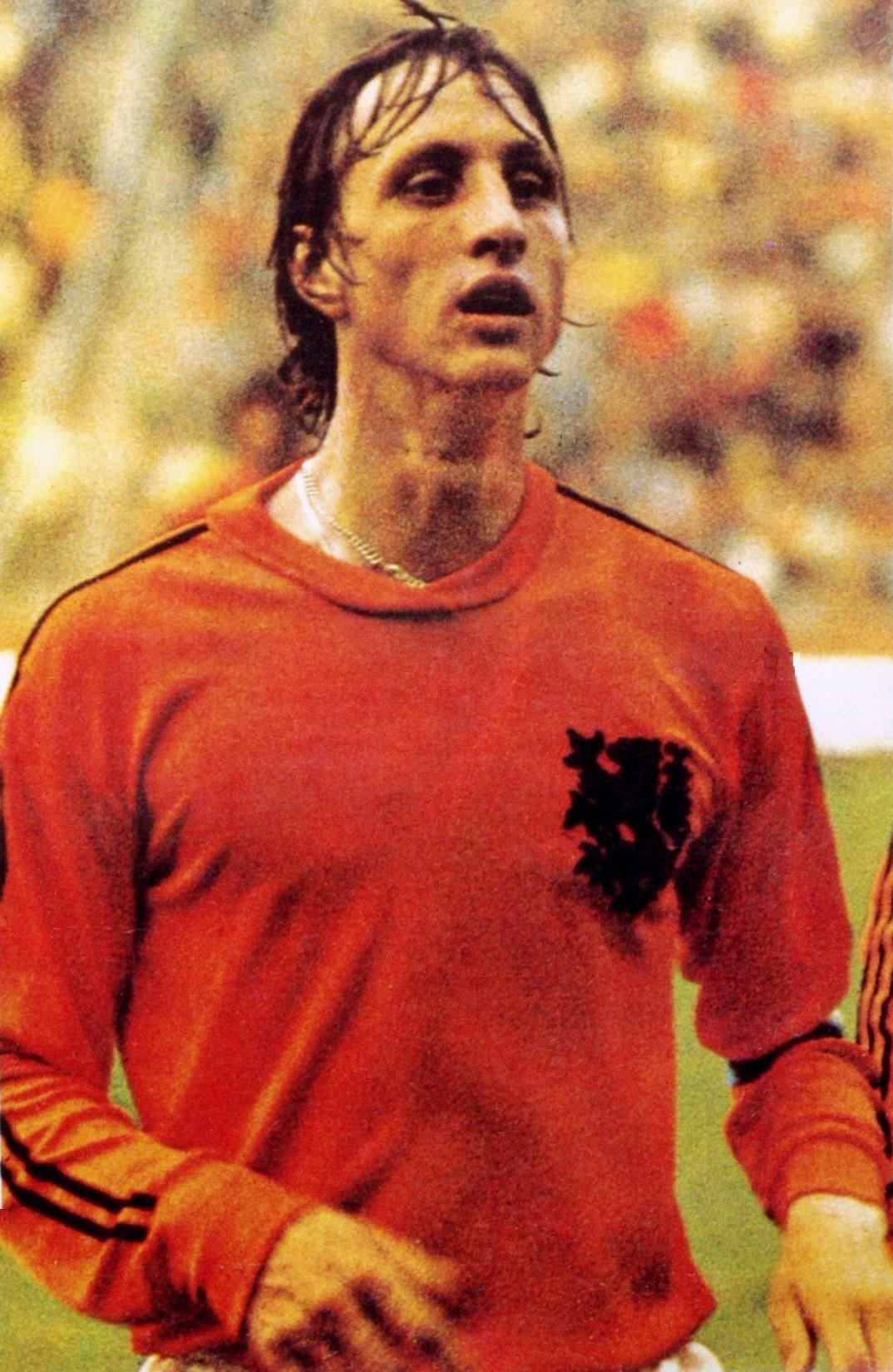
Johan Cruyff sous le maillot des Pays-Bas.
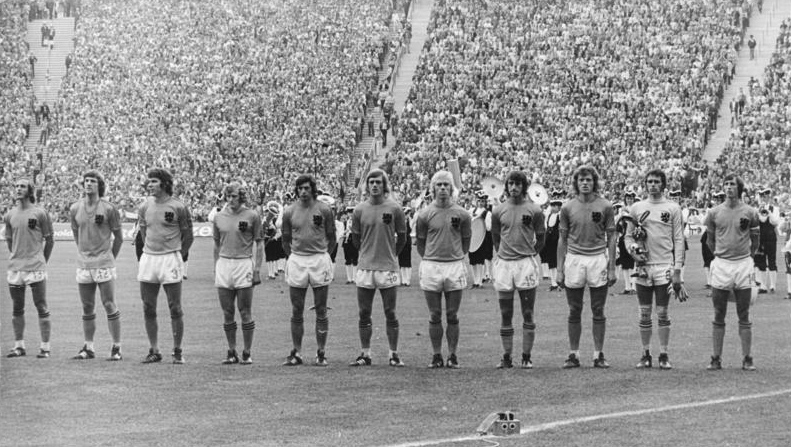
L'équipe des Pays-Bas, avec Johan Cruyff tout à droite.
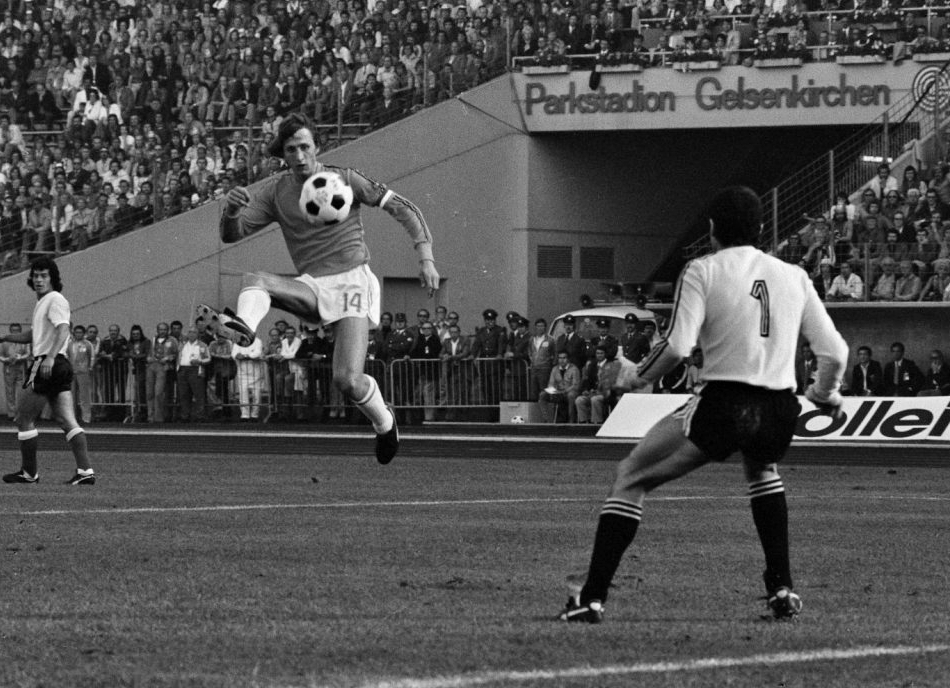
Johan Cruyff face au gardien argentin Daniel Carnevali.
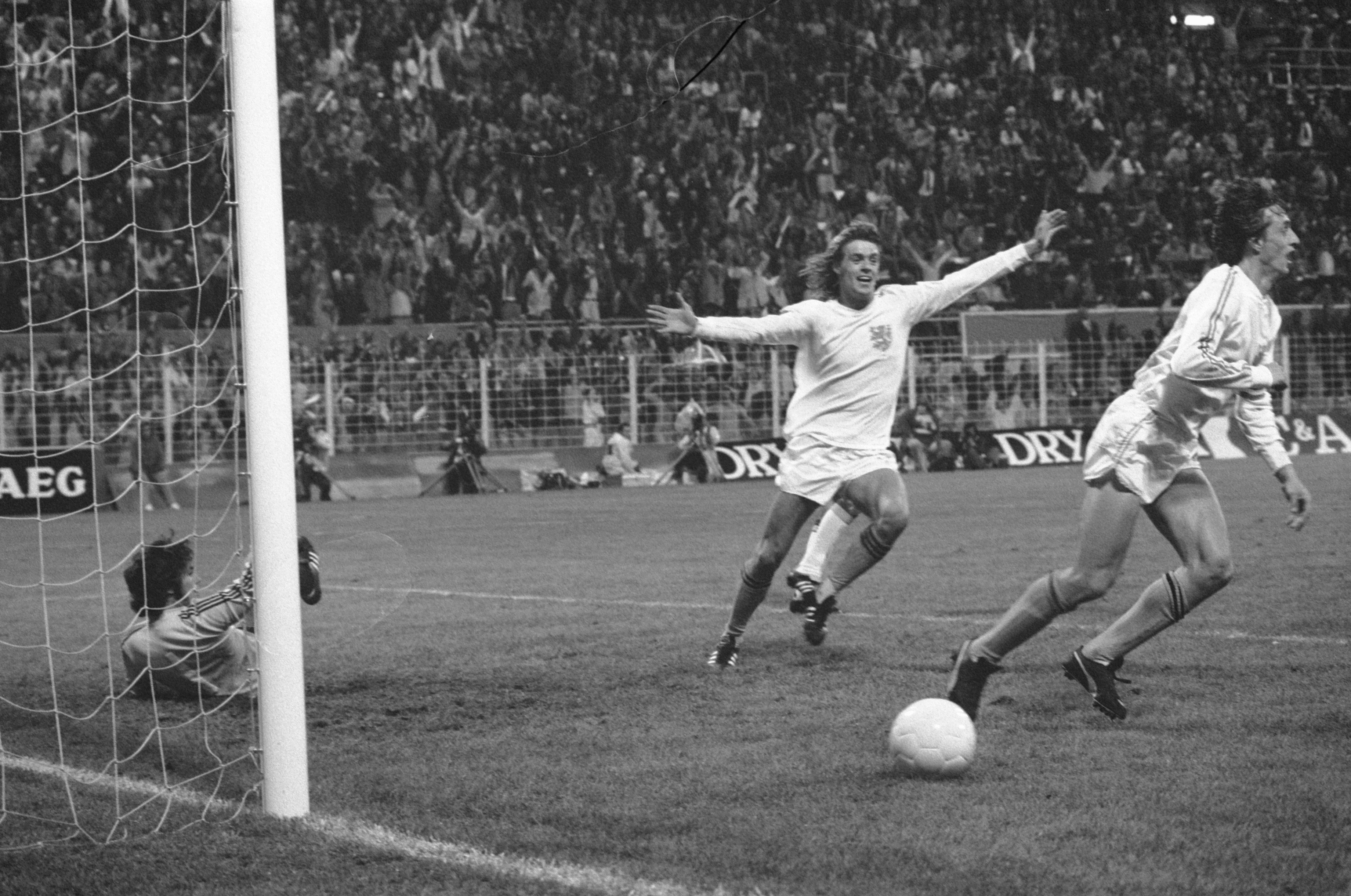
Johan Cruyff, à droite, vient de marquer face au Brésil.
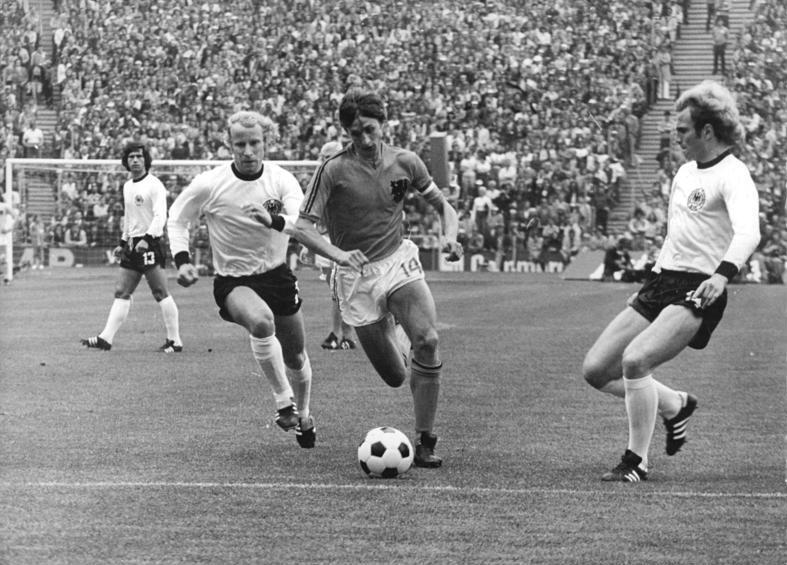
Johan Cruyff juste avant d'être fauché dans la surface de réparation en finale de la Coupe du monde 1974.

#### Retrait avant la coupe du monde 1978
À la surprise générale, après avoir participé à la qualification, Johan Cruyff refuse finalement de participer à la Coupe du monde 1978 en Argentine. De 1978 à 2008, tout le monde pensait que la raison était par opposition à la dictature militaire en Argentine. Or, Johan Cruyff a révélé, le 16 avril 2008, à la Catalunya Ràdio, que son absence était due à une agression à son domicile catalan, liée à une tentative d'enlèvement :

« J'ai eu un fusil pointé sur ma tête, j'ai été ligoté, ma femme a aussi été ligotée, et mes enfants étaient présents dans mon appartement de Barcelone. Il y a des moments où d'autres valeurs priment dans la vie. »

Par la suite, Cruyff n'a jamais rejoué pour la sélection des Pays-Bas.

### La fin de carrière

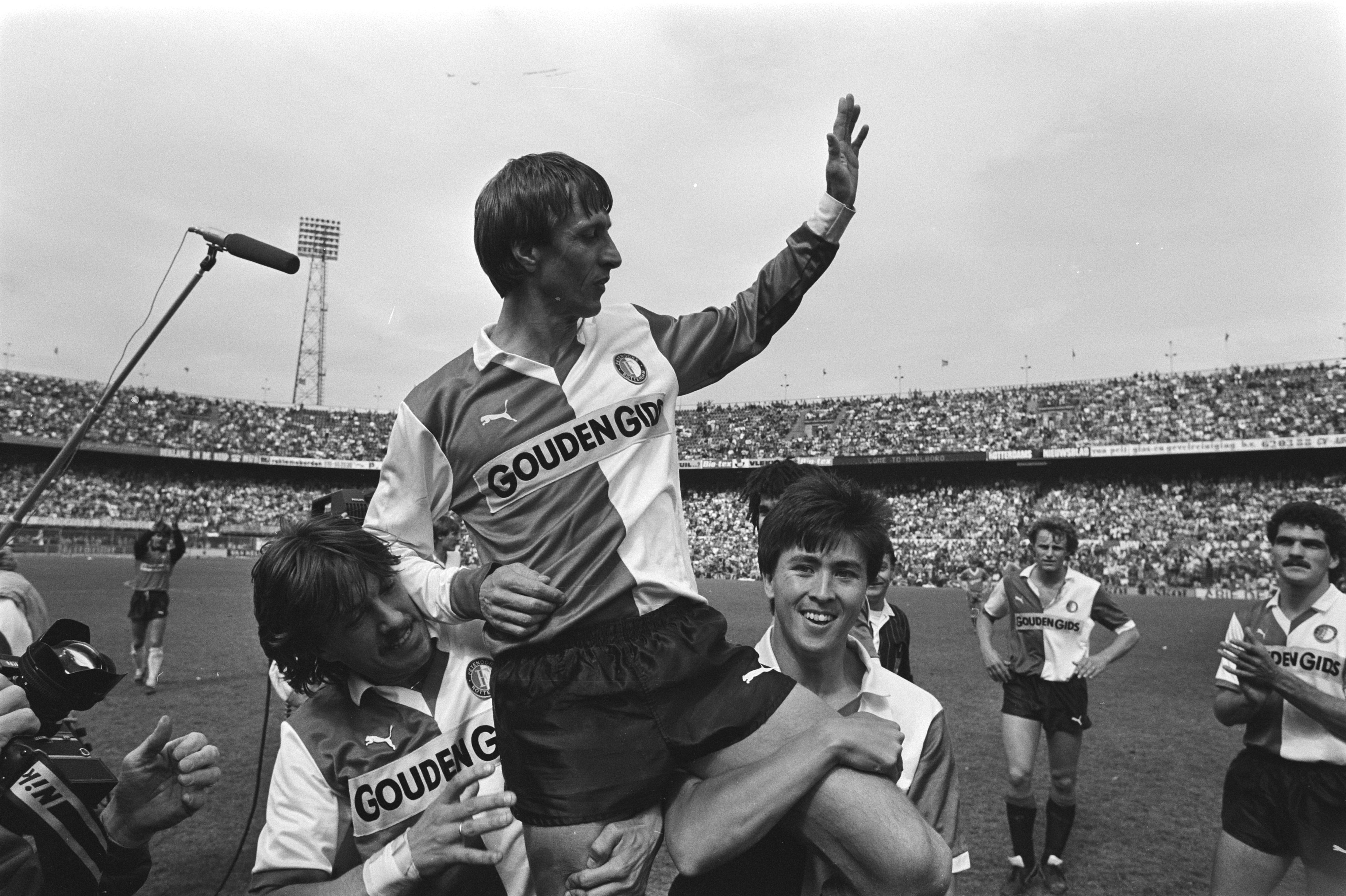
Johan Cryuff, sur les épaules de Bennie Wijnstekers et Stanley Brard, faisant ses adieux aux supporters pour son dernier match avec le Feyenoord Rotterdam (1984).

En 1978, à 31 ans, Johan Cruyff décide d'arrêter sa carrière. Mais poursuivi par le fisc espagnol, il part s'exiler aux États-Unis pour se refaire financièrement. Il rejoint le Cosmos de New York où il effectue un essai et joue deux matchs amicaux (aux côtés de Franz Beckenbauer, son ancien rival), avant de s'engager pour les Aztecs de Los Angeles, avec lesquels il est élu meilleur joueur de la NASL en 1979. En 1980, il joue pour les Diplomats de Washington, qui connaissent bientôt des difficultés financières.
De retour en Europe début 1981, il est en négociations avancées avec le club anglais de Leicester City mais se pose finalement au Levante UD, en deuxième division espagnole, où il joue de mars à mai 1981. Participant à 10 rencontres, il y inscrit 2 buts mais ne parvient pas à contribuer à la montée du club, son objectif de la saison. Cette saison se conclut à la neuvième place. Il ne prolonge pas son aventure en Espagne, considérée comme un « échec sportif », et retourne aux Pays-Bas.
En décembre 1981, il reprend sa carrière dans le club qui l'a vu grandir, l'Ajax Amsterdam. Dès le premier match de son retour, Johan Cruyff marque, montrant qu'il n'est pas fini malgré ses 34 ans. Il remporte même le championnat des Pays-Bas et inscrit 14 buts. Pourtant un an plus tard, en 1983, l'Ajax Amsterdam ne renouvelle pas son contrat. Furieux, Johan Cruyff s'engage alors avec le rival de l'Ajax Amsterdam, le Feyenoord Rotterdam avec qui il fait un doublé championnat-coupe des Pays-Bas lors de la saison 1983-1984. Encore très bon lors de sa fin de carrière, il range définitivement les crampons cette année-là. L'histoire retiendra qu'il avait marqué pour son dernier match de football, comme il avait fait pour son premier match, vingt ans plus tôt.

### La légende Johan Cruyff

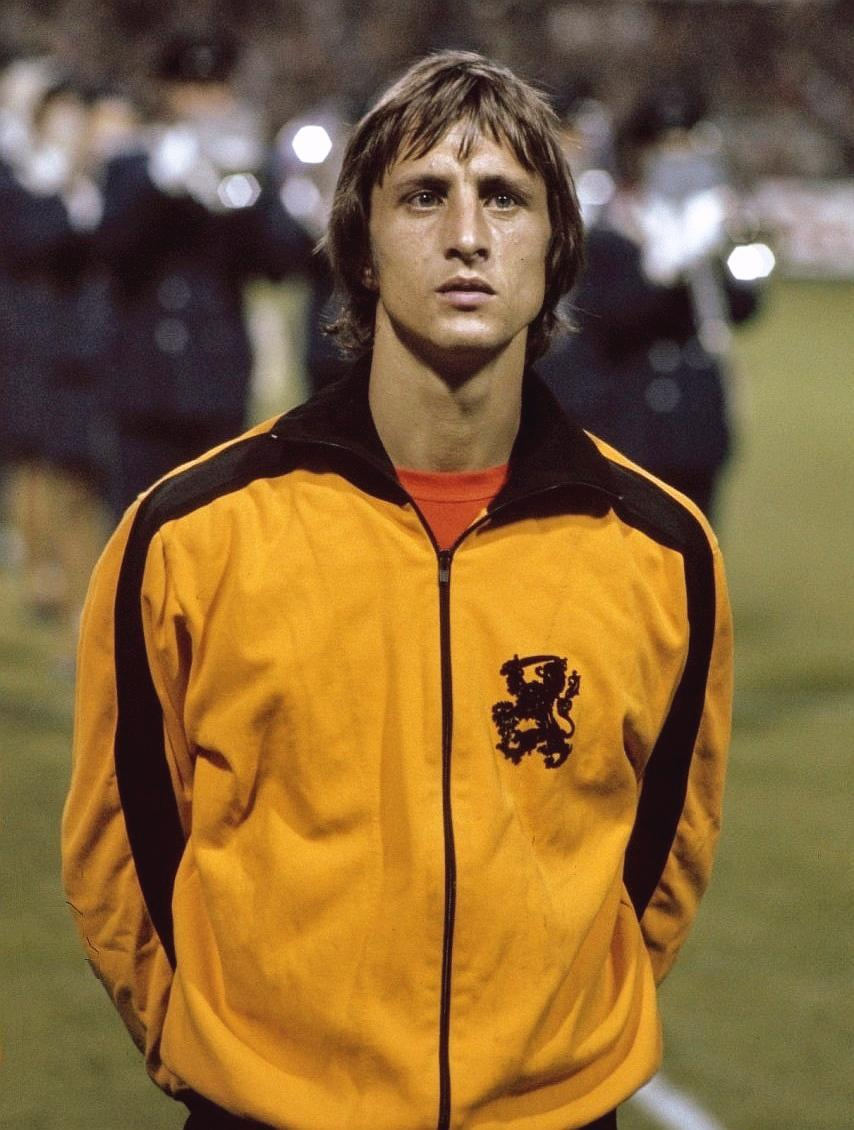
Johan Cruyff avec l'équipe des Pays-Bas (1973).

Malgré son physique plutôt frêle, qui lui a valu le surnom d’El Flaco (« le maigre »), Johan Cruyff avait des capacités physiques bien au-dessus de la majorité des joueurs à l'époque. Cela était dû en grande partie à la rigueur des entraînements physiques prônés par Rinus Michels véritablement révolutionnaires dans les années 1960. Joueur hors-normes dont le seul défaut est de n'avoir rien gagné avec sa sélection nationale, Johan Cruyff préfigurait dans les années 1970, le joueur moderne, à la fois caractérisé par ses qualités physiques et son talent technique.
Très endurant (malgré sa forte consommation de tabac), Johan Cruyff était surtout un joueur très rapide, capable de mystifier la plupart des défenses par sa vélocité. Il fut même l'un des premiers attaquants à montrer l'importance de la vitesse dans le jeu. Cet atout lui permettait de lancer des attaques de très loin et de surprendre ses adversaires par ses accélérations.

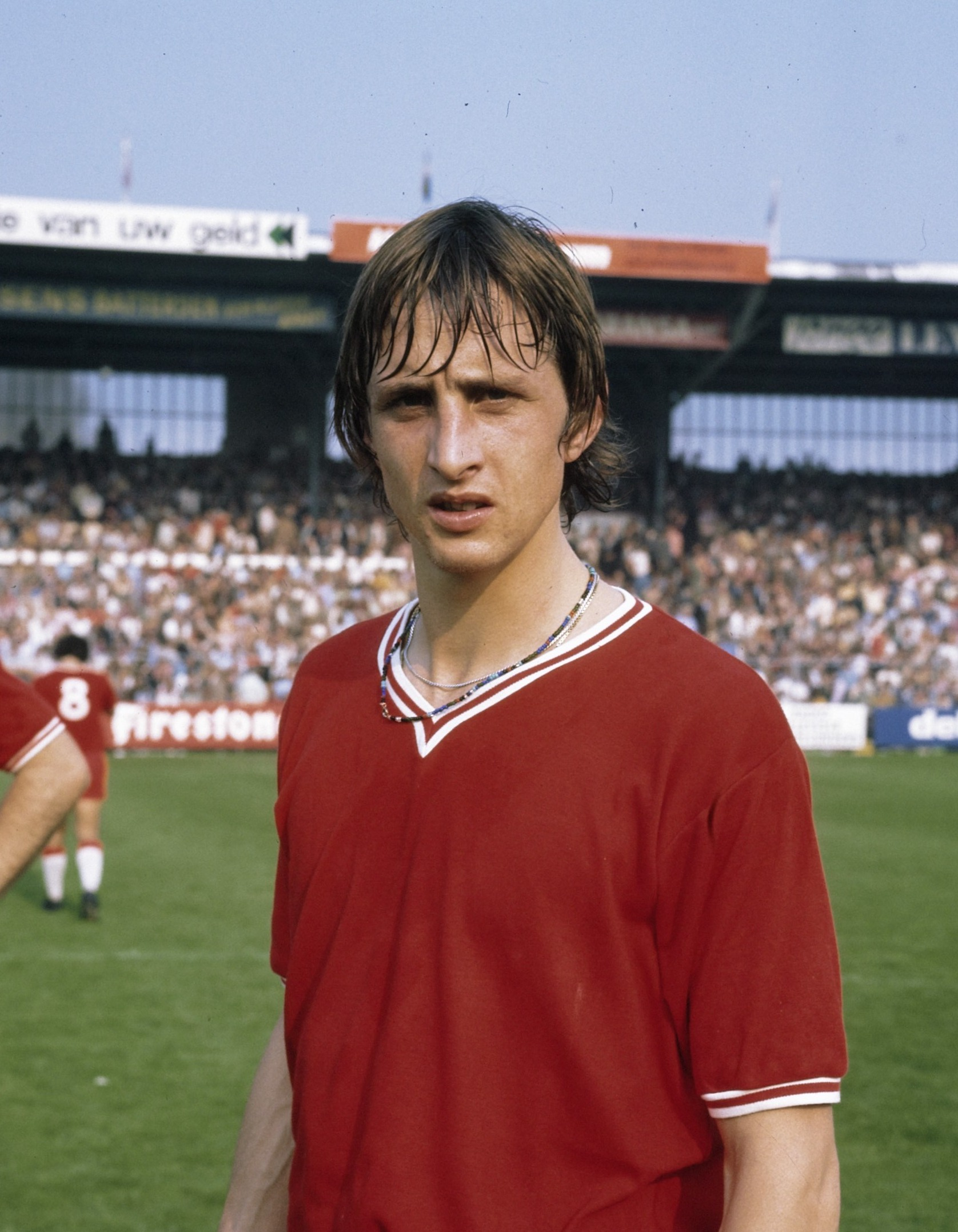
Johan Cruyff sous les couleurs de l'Ajax Amsterdam (1971).

Johan Cruyff fut aussi l'un des meilleurs techniciens du football toutes époques confondues. Capable des gestes les plus difficiles et les plus fous, il pouvait exécuter des dribbles et des feintes incroyables. L'une d'entre elles est restée célèbre et porte le nom de « Cruyff turn ». Il s'agit d'une feinte de passe dans un sens avec dribble du ballon avec l'intérieur du pied et demi-tour dans l'autre sens.
Les gestes techniques qu'il a réalisés dans sa carrière ont contribué à lui donner l'image d'un joueur spectaculaire et inventif qui, à la différence de certains autres grands joueurs, ne s'est pas fanée avec l'âge. En 1984, à 37 ans, Johan Cruyff remportait encore un championnat des Pays-Bas dont il était l'une des attractions.
Néanmoins, au-delà de cette dimension footballistique, c'est aussi son caractère qui lui a permis de dégager une aura qui fait de lui l'égal de Pelé ou Diego Maradona. Ce joueur caractériel avait l'image et l'attitude d'un rebelle en perpétuelle contradiction avec certains préceptes de son époque. Il fut le premier à choisir son club pour de l'argent, et rendre public son salaire. Il fut également le premier footballeur à exprimer ses opinions politiques (vis-à-vis du franquisme et de la dictature argentine) alors que tous ses confrères se complaisaient dans le mutisme. Cette image libertaire était aussi véhiculée par les cheveux longs des joueurs de l'Ajax Amsterdam, leur adhésion au jeu offensif et spectaculaire (contre le catenaccio de l'Inter Milan) et les cigarettes fumées à la mi-temps, qui dans un sens, ont construit la légende,,.
Dans un ouvrage détaillé, le journaliste Chérif Ghemmour évoque la vie tumultueuse et engagée de Johan Cruyff, « despote éclairé », au comportement proche d'une star de rock, et revient avec lui sur la facette politique d'un personnage quasi mythique pour toute une génération. Loin de l'icône révolutionnaire fantasmée, on voit apparaître un Johan Cruyff « libéral-libertaire », certes représentatif de la révolution sociétale néerlandaise des années 1960, mais surtout dans son « rapport décomplexé avec l'argent » et son désir de « rupture avec les convenances ».

### Johan Cruyff l'entraîneur
En 1985, il entraîne l'Ajax Amsterdam avec qui il remporte la Coupe d'Europe des vainqueurs de coupe lors de la saison 1986-1987. Il démissionne au début du mois de janvier 1988, quelques jours avant le match retour de Supercoupe d'Europe contre le FC Porto.
Cinq mois plus tard, il rejoint le FC Barcelone, qu'il entraîne de 1988 à 1996 et avec qui il remporte quatre titres de champion, deux coupes du Roi, la Coupe des clubs champions européens lors de la saison 1991-1992, une perdue lors de la saison 1993-1994, une Coupe des coupes lors de la saison 1988-1989 et une perdue lors de la saison 1990-1991.

« Dans mes équipes, le gardien est le premier attaquant, le buteur le premier défenseur. »

Dans ces deux clubs, il influe sur le jeu de l'équipe première mais également sur ceux de leurs centres de formation, avec un fondement basé sur la passe et le mouvement.
En novembre 2009, après une longue pause, il devient le nouveau sélectionneur de la sélection catalane. Il inaugure sa nouvelle fonction le 22 décembre 2009, avec la rencontre amicale opposant la Catalogne à l'Argentine au Camp Nou, à Barcelone. Il quitte ce poste début 2013.

### Reconversion

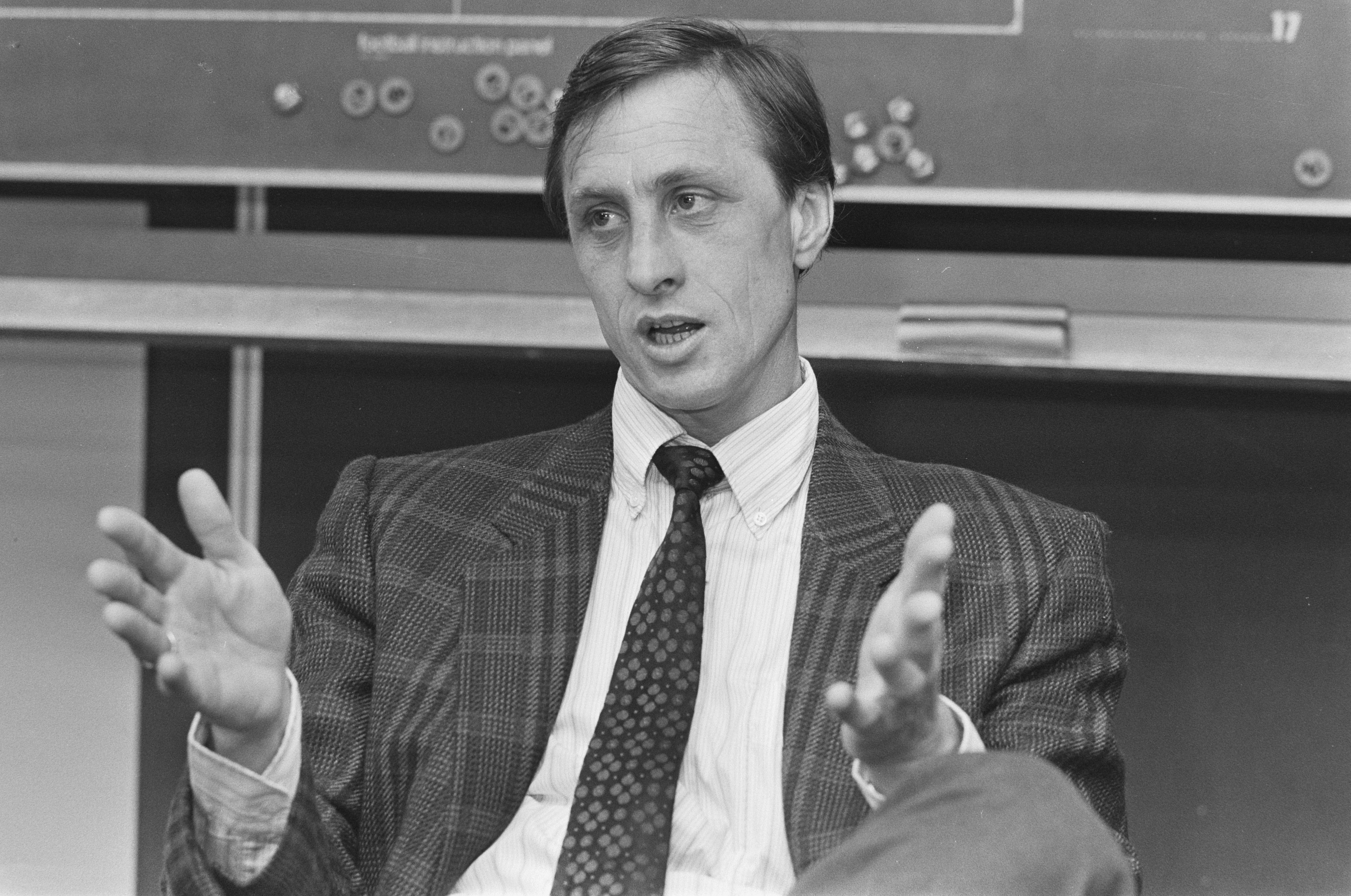
Johan Cruyff pendant une conférence de presse en tant qu'entraîneur de l'Ajax Amsterdam (1987).

En 1997, il fonde la Fondation Cruyff, qui soutient les programmes de sport pour les enfants handicapés.
Il habite à Barcelone, où il écrit une chronique quotidienne appelée La Contra pour le journal catalan La Vanguardia (en castillan). Il a par ailleurs été un conseiller particulièrement écouté de l'ancien président du FC Barcelone, Joan Laporta, pendant son mandat, de juin 2003 à juin 2010. Son influence auprès du président ainsi que de l'ex-entraîneur Frank Rijkaard n'a cessé de grandir au cours des années, au point d'être l'une des raisons du départ fracassant du vice-président Sandro Rosell à l'été 2005, devenu depuis président du Barça.
Contacté par son club formateur, l'Ajax Amsterdam, il devait occuper une place dans l'organigramme du club néerlandais à l'orée de la saison 2008-2009. Cependant, en désaccord avec le futur entraineur, Marco van Basten, sur la conduite à suivre pour refaire de l'Ajax Amsterdam un grand d'Europe, il refusa le poste malgré le contrat signé une semaine auparavant.
Fin 2009, Johan Cruyff accepte de devenir le nouveau sélectionneur de l'équipe de Catalogne, en remplacement de Pere Gratacós. Lors du premier match sous la direction de Johan Cruyff, la Catalogne bat l'Argentine sur le score de 4 buts à 2 au stade du Camp Nou de Barcelone le 22 décembre 2009.
Le 26 mars 2010, il est nommé président d'honneur du FC Barcelone par Joan Laporta mais il démissionne un peu plus tard à la suite de l'arrivée de Sandro Rosell avec qui il ne s'entend pas.
Après la finale de la Coupe du monde 2010 disputée en Afrique du Sud, ayant opposé l'Espagne aux Pays-Bas, il évoque ainsi la « qualité » de l'équipe nationale néerlandaise pendant la finale : « Le jeu était laid, fort, rude et trop sur la défensive. Absolument pas coloré et il y avait peu de football ».
En mai 2010, il fait partie de la délégation officielle qui remet à la Fédération internationale de football association (FIFA) le dossier de candidature conjointe de la Belgique et des Pays-Bas pour l'organisation de la Coupe du monde 2018. Il accompagne Harry Been (secrétaire général de la fédération néerlandaise), Michael van Praag (président de la fédération néerlandaise), François De Keersmaecker (président de la Fédération royale belge), Paul Van Himst et Ruud Gullit.
Le 2 janvier 2013, il dirige pour la dernière fois la sélection de Catalogne lors d'un match contre le Nigeria au Camp Nou qui se solde par un match nul (1-1) . Johan Cruyff clôt son passage à la tête de la Catalogne en restant invaincu.

### La famille Cruyff

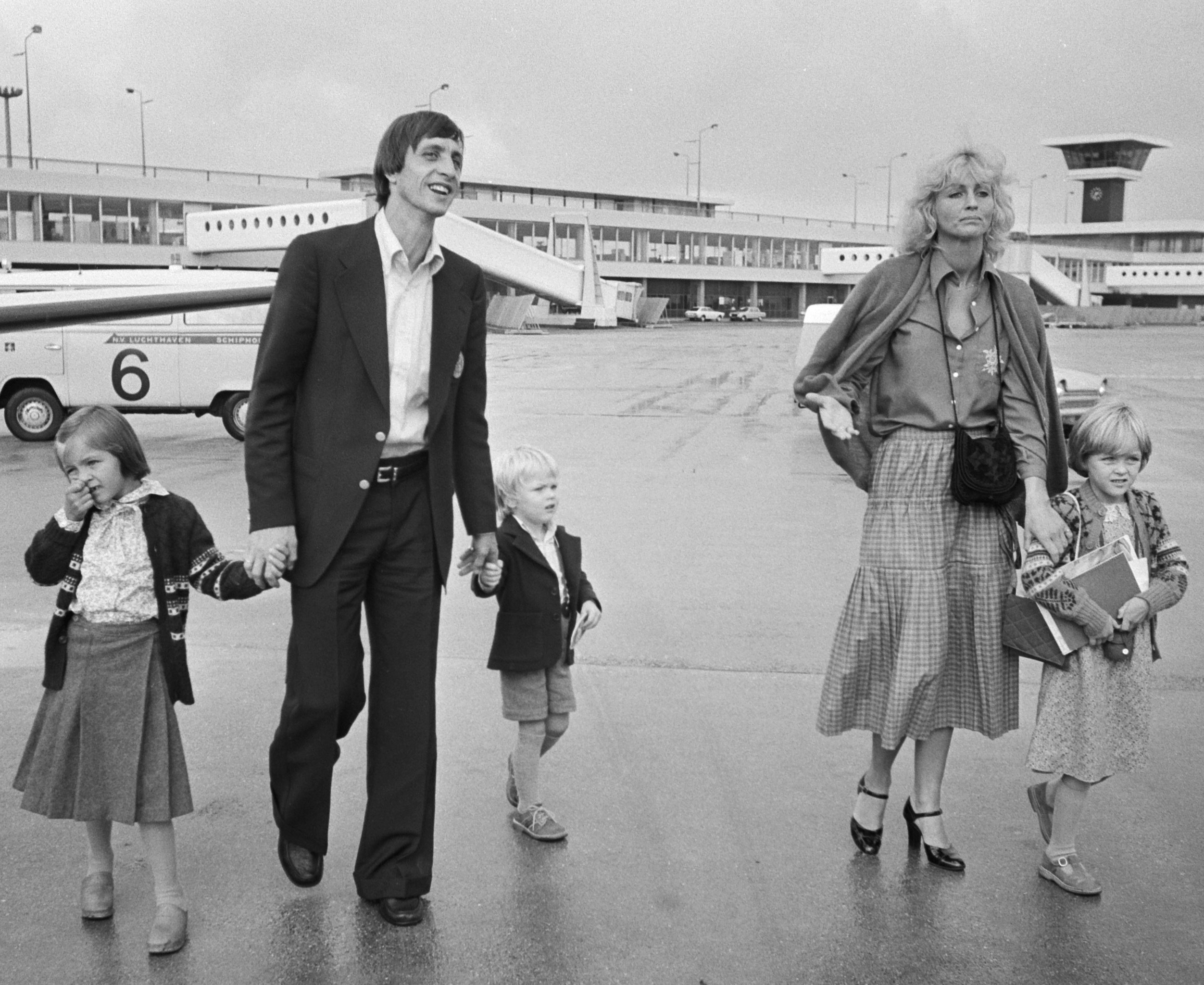
Johan Cruyff et sa famille à l'aéroport s'apprêtant à s'envoler pour l'Irlande du Nord (1977).

Le fils de Johan Cruyff, prénommé Jordi, a mené une carrière de footballeur professionnel remarquée, puisque ce dernier a notamment participé à la finale de la Coupe de l'UEFA de la saison 2000-2001 opposant son club, le Deportivo Alavés, au club anglais de Liverpool (défaite 5-4) et a été à son tour international néerlandais.
En octobre 2009, Joshua Angoy Cruyff, neveu de Jordi et petit-fils de Johan, réalise son premier match en équipe de jeunes du FC Barcelone. Joshua joue au poste d'arrière gauche.

### Problèmes de santé et mort
En octobre 2015, l'entourage de Johan Cruyff annonce qu'il est atteint d'un cancer du poumon. Cette maladie entraîne sa mort le 24 mars 2016 à Barcelone et il y est incinéré le lendemain,. Deux mois auparavant, il avait pourtant déclaré : « J'ai le sentiment de mener 2-0 dans le match [contre le cancer] à la mi-temps, mais évidemment, ce n'est pas fini. Je suis sûr que je terminerai le match avec une victoire. » Sa consommation massive de tabac, 80 cigarettes par jour (4 paquets) durant sa carrière de joueur — y compris pendant les mi-temps de matchs — puis durant celle d'entraîneur est citée comme la cause très probable de son cancer. Issu d'une famille ayant des antécédents cardiaques, et alors qu'il est entraîneur du FC Barcelone, il est atteint en 1991 d'un malaise cardiaque, l'amenant à subir une intervention chirurgicale à cœur ouvert, ainsi que plusieurs pontages. Après cette maladie, Johan Cruyff, sous pression de sa femme, décide d'arrêter toute consommation de tabac et s'engage dans la lutte anti-tabac dans le cadre d'un spot publicitaire réalisé par le gouvernement de Catalogne,.
Quelques jours après sa mort, est lancée une campagne par des supporteurs du FC Barcelone pour renommer le Camp Nou en stade Johan Cruyff, et un espace est aménagé de fleurs de fans au stade olympique d'Amsterdam. Un an après son décès, le FC Barcelone annonce plusieurs hommages à Cruyff : le nouveau Mini Estadi, situé dans la Cité sportive Joan-Gamper, portera le nom de Johan Cruyff, une statue de Johan Cruyff sera érigée à l'entrée du Camp Nou, un mémorial dédié à Johan Cruyff va être créé au musée du FC Barcelone, et enfin, l'avenue où le Barça a son siège social doit porter le nom de Johan Cruyff. Le stade de l'Ajax d'Amsterdam, nommé Amsterdam ArenA jusqu'en 2018, est alors renommé Johan Cruyff Arena en l'honneur de l'un des joueurs les plus marquants de ce club. En 2019, un nouveau stade est inauguré à Barcelone pour l'équipe féminine ainsi que pour l'équipe B. Il est nommé Estadi Johan Cruyff (stade Johan Cruyff en français).

## Statistiques en tant que joueur
| Saison                | Club                  | Championnat           | Championnat | Championnat | Championnat | Coupe(s) nationale(s) | Coupe(s) nationale(s) | Coupe(s) nationale(s) | Compétition(s) continentale(s) | Compétition(s) continentale(s) | Compétition(s) continentale(s) | Compétition(s) continentale(s) | Supercoupe UEFA | Supercoupe UEFA | Supercoupe UEFA | Coupe intercontinentale | Coupe intercontinentale | Coupe intercontinentale | Pays-Bas | Pays-Bas | Pays-Bas | Total | Total | Total |
| Saison                | Club                  | Division              | M.          | B.          | P.d.        | M.                    | B.                    | P.d.                  | Comp.                          | M.                             | B.                             | P.d.                           | M.              | B.              | P.d.            | M.                      | B.                      | P.d.                    | M.       | B.       | P.d.     | M.    | B.    | P.d.  |
| 1964-1965             | Ajax Amsterdam        | Eredivisie            | 10          | 4           | 2           | -                     | -                     | -                     | -                              | -                              | -                              | -                              | -               | -               | -               | -                       | -                       | -                       | -        | -        | -        | 10    | 4     | 2     |
| 1965-1966             | Ajax Amsterdam        | Eredivisie            | 19          | 15          | 9           | 4                     | 9                     | 3                     | -                              | -                              | -                              | -                              | -               | -               | -               | -                       | -                       | -                       | -        | -        | -        | 23    | 24    | 12    |
| 1966-1967             | Ajax Amsterdam        | Eredivisie            | 30          | 33          | 19          | 5                     | 5                     | 3                     | C1                             | 6                              | 3                              | 2                              | -               | -               | -               | -                       | -                       | -                       | 2        | 1        | 0        | 43    | 42    | 24    |
| 1967-1968             | Ajax Amsterdam        | Eredivisie            | 26          | 22          | 18          | 5                     | 6                     | 4                     | C1                             | 2                              | 1                              | 1                              | -               | -               | -               | -                       | -                       | -                       | 4        | 1        | 2        | 37    | 30    | 25    |
| 1968-1969             | Ajax Amsterdam        | Eredivisie            | 29          | 24          | 18          | 3                     | 3                     | 3                     | C1                             | 10                             | 6                              | 4                              | -               | -               | -               | -                       | -                       | -                       | 1        | 1        | 1        | 43    | 34    | 26    |
| 1969-1970             | Ajax Amsterdam        | Eredivisie            | 33          | 23          | 23          | 5                     | 6                     | 3                     | C3                             | 8                              | 4                              | 10                             | -               | -               | -               | -                       | -                       | -                       | 3        | 0        | 2        | 49    | 33    | 38    |
| 1970-1971             | Ajax Amsterdam        | Eredivisie            | 25          | 21          | 11          | 6                     | 5                     | 7                     | C1                             | 6                              | 1                              | 4                              | -               | -               | -               | -                       | -                       | -                       | 2        | 4        | 2        | 39    | 31    | 24    |
| 1971-1972             | Ajax Amsterdam        | Eredivisie            | 32          | 25          | 22          | 4                     | 3                     | 6                     | C1                             | 9                              | 5                              | 2                              | -               | -               | -               | -                       | -                       | -                       | 5        | 6        | 3        | 50    | 39    | 33    |
| 1972-1973             | Ajax Amsterdam        | Eredivisie            | 26          | 16          | 15          | -                     | -                     | -                     | C1                             | 6                              | 3                              | 4                              | 2               | 2               | 3               | 2                       | 1                       | 2                       | 4        | 4        | 3        | 40    | 26    | 27    |
| 1973                  | Ajax Amsterdam        | Eredivisie            | 2           | 3           | 4           | -                     | -                     | -                     | -                              | -                              | -                              | -                              | -               | -               | -               | -                       | -                       | -                       | 2        | 4        | 4        | 4     | 7     | 8     |
| Sous-total            | Sous-total            | Sous-total            | 239         | 190         | 141         | 32                    | 37                    | 25                    | -                              | 47                             | 23                             | 19                             | 2               | 2               | 3               | 2                       | 1                       | 2                       | 23       | 21       | 17       | 345   | 274   | 207   |
| 1973-1974             | FC Barcelone          | Liga                  | 26          | 16          | 12          | -                     | -                     | -                     | -                              | -                              | -                              | -                              | -               | -               | -               | -                       | -                       | -                       | 12       | 4        | 11       | 38    | 20    | 23    |
| 1974-1975             | FC Barcelone          | Liga                  | 30          | 7           | 15          | -                     | -                     | -                     | C1                             | 8                              | 0                              | 5                              | -               | -               | -               | -                       | -                       | -                       | 3        | 5        | 4        | 41    | 12    | 24    |
| 1975-1976             | FC Barcelone          | Liga                  | 29          | 6           | 19          | -                     | -                     | -                     | C3                             | 9                              | 2                              | 7                              | -               | -               | -               | -                       | -                       | -                       | 5        | 1        | 3        | 43    | 9     | 29    |
| 1976-1977             | FC Barcelone          | Liga                  | 29          | 13          | 12          | -                     | -                     | -                     | C3                             | 7                              | 5                              | 1                              | -               | -               | -               | -                       | -                       | -                       | 3        | 2        | 1        | 39    | 20    | 14    |
| 1977-1978             | FC Barcelone          | Liga                  | 25          | 5           | 14          | 7                     | 1                     | 3                     | C3                             | 10                             | 5                              | 2                              | -               | -               | -               | -                       | -                       | -                       | 2        | 0        | 2        | 44    | 11    | 21    |
| Sous-total            | Sous-total            | Sous-total            | 139         | 47          | 72          | 7                     | 1                     | 3                     | -                              | 34                             | 12                             | 15                             | -               | -               | -               | -                       | -                       | -                       | 25       | 12       | 21       | 205   | 72    | 111   |
| 1979                  | Aztecs de Los Angeles | NASL                  | 27          | 14          | 9           | -                     | -                     | -                     | -                              | -                              | -                              | -                              | -               | -               | -               | -                       | -                       | -                       | -        | -        | -        | 27    | 14    | 9     |
| Sous-total            | Sous-total            | Sous-total            | 27          | 14          | 9           | -                     | -                     | -                     | -                              | -                              | -                              | -                              | -               | -               | -               | -                       | -                       | -                       | -        | -        | -        | 27    | 14    | 9     |
| 1980                  | Washington Diplomats  | NASL                  | 27          | 10          | 12          | -                     | -                     | -                     | -                              | -                              | -                              | -                              | -               | -               | -               | -                       | -                       | -                       | -        | -        | -        | 27    | 10    | 12    |
| 1981                  | Washington Diplomats  | NASL                  | 5           | 2           | 3           | -                     | -                     | -                     | -                              | -                              | -                              | -                              | -               | -               | -               | -                       | -                       | -                       | -        | -        | -        | 5     | 2     | 3     |
| Sous-total            | Sous-total            | Sous-total            | 32          | 12          | 15          | -                     | -                     | -                     | -                              | -                              | -                              | -                              | -               | -               | -               | -                       | -                       | -                       | -        | -        | -        | 32    | 12    | 15    |
| 1981                  | Levante UD (prêt)     | SD                    | 10          | 2           | 4           | 2                     | 0                     | 3                     | -                              | -                              | -                              | -                              | -               | -               | -               | -                       | -                       | -                       | -        | -        | -        | 12    | 2     | 7     |
| Sous-total            | Sous-total            | Sous-total            | 10          | 2           | 4           | 2                     | 0                     | 3                     | -                              | -                              | -                              | -                              | -               | -               | -               | -                       | -                       | -                       | -        | -        | -        | 12    | 2     | 7     |
| 1981-1982             | Ajax Amsterdam        | Eredivisie            | 15          | 7           | 9           | 1                     | 0                     | 0                     | -                              | -                              | -                              | -                              | -               | -               | -               | -                       | -                       | -                       | -        | -        | -        | 16    | 7     | 9     |
| 1982-1983             | Ajax Amsterdam        | Eredivisie            | 21          | 7           | 7           | 7                     | 2                     | 4                     | C1                             | 2                              | 0                              | 1                              | -               | -               | -               | -                       | -                       | -                       | -        | -        | -        | 30    | 9     | 12    |
| Sous-total            | Sous-total            | Sous-total            | 36          | 14          | 11          | 8                     | 2                     | 4                     | -                              | 2                              | 0                              | 1                              | -               | -               | -               | -                       | -                       | -                       | -        | -        | -        | 46    | 16    | 16    |
| 1983-1984             | Feyenoord Rotterdam   | Eredivisie            | 31          | 11          | 14          | 7                     | 1                     | 3                     | C3                             | 4                              | 1                              | 1                              | -               | -               | -               | -                       | -                       | -                       | -        | -        | -        | 42    | 13    | 18    |
| Sous-total            | Sous-total            | Sous-total            | 31          | 11          | 6           | 7                     | 1                     | 3                     | -                              | 4                              | 1                              | 1                              | -               | -               | -               | -                       | -                       | -                       | -        | -        | -        | 42    | 13    | 10    |
| Total sur la carrière | Total sur la carrière | Total sur la carrière | 514         | 290         | 256         | 56                    | 41                    | 38                    | -                              | 87                             | 36                             | 36                             | 2               | 2               | 3               | 2                       | 1                       | 2                       | 48       | 33       | 38       | 709   | 403   | 373   |

## Carrière d'entraîneur
- 1985-1988 : Ajax Amsterdam,  Pays-Bas
- 1988-1996 : FC Barcelone,  Espagne
- 1986 : dirige l'équipe Fédération internationale de football association
- 2009-2013 : Équipe de Catalogne,  Espagne

## Palmarès

### Palmarès en tant que joueur

#### En club
| Ajax Amsterdam (18) : | FC Barcelone (2) :                                                        | Feyenoord Rotterdam (2) :                                              |
| --- | ------------------------------------------------------------------------- | ---------------------------------------------------------------------- |
| - Eredivisie - Champion : 1966, 1967, 1968, 1970, 1972, 1973, 1982 et 1983 - Coupe des Pays-Bas - Vainqueur : 1967, 1970, 1971, 1972 et 1983 - Coupe des clubs champions européens - Vainqueur : 1971, 1972 et 1973 - Finaliste : 1969 - Supercoupe d'Europe - Vainqueur : 1973 - Coupe Intercontinentale - Vainqueur : 1972 | - Primera División - Champion : 1974 - Coupe d'Espagne - Vainqueur : 1978 | - Eredivisie - Champion : 1984 - Coupe des Pays-Bas - Vainqueur : 1984 |

#### En sélection nationale
En 48 sélections et 33 buts entre 1966 et 1977, Johan Cruyff a été finaliste de la Coupe du Monde 1974 et demi-finaliste de l'Euro 1976.
| Pays-Bas :                                                         |
| ------------------------------------------------------------------ |
| - Coupe du Monde - Finaliste : 1974 - Euro - Demi-finaliste : 1976 |

### Palmarès en tant qu'entraîneur
| FC Barcelone (11) : | Ajax Amsterdam (4) : |
| --- | --- |
| - Primera División - Champion : 1991, 1992, 1993 et 1994 - Coupe d'Espagne - Vainqueur : 1990 - Supercoupe d'Espagne - Vainqueur : 1991, 1992 et 1994 - Coupe des clubs champions européens - Vainqueur : 1992 - Finaliste : 1994 - Coupe d'Europe des vainqueurs de coupe - Vainqueur : 1989 - Finaliste : 1991 - Supercoupe d'Europe - Vainqueur : 1992 - Finaliste : 1989 - Coupe intercontinentale - Finaliste : 1992 | - Eredivisie - Champion : 1985 - Coupe des Pays-Bas - Vainqueur : 1986 et 1987 - Coupe d'Europe des vainqueurs de coupe - Vainqueur : 1987 - Supercoupe d'Europe - Finaliste : 1987 |

## Distinctions individuelles
- Meilleur buteur du championnat des Pays-Bas en 1966-1967 (33 buts) et en 1971-1972 (25 buts) avec l'Ajax Amsterdam.
- Meilleur buteur de la Coupe d'Europe des vainqueurs européens en 1971-1972 (5 buts) avec l'Ajax Amsterdam
- Élu Ballon d'or en 1971, en 1973 et en 1974 (premier joueur à avoir remporté trois fois ce trophée)
- Élu meilleur joueur de la Coupe du Monde en 1974
- Élu meilleur joueur néerlandais en 1967, en 1968, en 1969, en 1971 et en 1984
- Élu meilleur joueur étranger du championnat d'Espagne en 1976-1977 et en 1977-1978
- Élu meilleur joueur d'Amérique du Nord en 1980 et en 1981
- Élu meilleur entraîneur du championnat d'Espagne en 1990-1991 et en 1991-1992
- Élu 2e meilleur joueur du siècle en 2000
- Élu Joueur en or de l'UEFA en 2004
- Nommé au FIFA 100 en 2004
- Reçoit la Creu de Sant Jordi en 2006, distinction décernée par la Généralité de Catalogne
- Nommé dans la Dream Team FIFA
- Nommé dans l'Équipe mondiale du XXe siècle
- Élu 3e meilleur entraîneur de tous les temps par FourFourTwo en 2020[29]
- Élu 4e meilleur entraîneur de tous les temps par France Football en 2019[30],[31],[32]
- Officier de l'ordre d'Orange-Nassau

## Johan Cruyff vu par autrui
« C'était le big boss. »

— Johnny Rep

« Je n’avais aucune chance d’attraper le ballon. C’était le meilleur joueur du monde. J’étais censé faire quoi pour l’arrêter? »

— Jan Olsson

« Si Gareth Bale et Cristiano Ronaldo valent environ 100 millions d'euros, alors Johan aurait auparavant valu des milliards. »

— Franz Beckenbauer

« À part l'attacher, il n'y avait rien à faire. »

— Bernard Bosquier

« C'était le meilleur joueur de tous les temps. »

— Michel Platini

« Il a donné au football une touche que certains essaient de copier. »

— Sepp Blatter

« On avait l'impression que les adversaires étaient au ralenti contre lui. »

— Lilian Thuram

« Cruyff distribuait le ballon de manière parfaite, il voyait tout sur le terrain. C'était un joueur très intelligent, capable de remporter un match à lui tout seul. Mais, la chose la plus importante, il jouait toujours pour l'équipe entière. »

— Grzegorz Lato

« Un homme qui a fait plus pour rendre le jeu magnifique que quiconque dans l'histoire. »

— Gary Lineker

« Créateur du football. Capitaine du paradis. »

— Michel Denisot

« Johan a donné un nouveau visage au football, il l'a enrichi. »

— Willem-Alexander

« Johan Cruyff a inventé le football moderne. »

— Simon Kuper, journaliste spécialiste de Cruyff